# Valur Reykjavik (féminines)
Maillots
Le Valur Reykjavik est un club islandais omnisports basé à Reykjavik, comprenant une équipe de football féminin.

## Histoire
L'équipe de football féminin du Valur Reykjavik est créée en 1970, en 1978 elle décroche son premier titre de championne d'Islande.
Dans les années 80, elle remporte sa première coupe nationale (1984), ainsi que trois championnats (1986, 1988 et 1989).
Les années 90 seront dominées par Breiðablik et KR Reykjavik, l'équipe du Valur ne remportera que deux coupes pendant cette période (1990 et 1995).
À partir de l'année 2000, le club commence à revenir au premier plan en remportant d'abord la coupe en 2001, le championnat en 2004, puis cinq titres successifs de 2006 à 2011 et 5 autres victoires en coupe nationale. En coupe de l'UEFA 2005-2006 le club atteint les quarts de finale.
Dans les années 2010, le football féminin islandais sera dominé par Breiðablik et Stjarnan, Valur ne remportera qu'une seule édition du championnat, en 2019.

## Palmarès
| Compétitions nationales | Compétitions régionales                                                                             |
| --- | --------------------------------------------------------------------------------------------------- |
| - Championnat d'Islande de football féminin : (15) - Champion : 1978, 1986, 1988, 1989, 2004, 2006, 2007, 2008, 2009, 2010, 2019, 2021, 2022, 2023 - Coupe d'Islande de football féminin : (15) - Vainqueur : 1984, 1985, 1986, 1987, 1988, 1990, 1995, 2001, 2003, 2006, 2009, 2010, 2011, 2022, 2024 - Finaliste : 1981, 1982, 1996, 1997, 2002, 2004, 2008, 2012 - Coupe de la Ligue islandaise de football féminin : (5) - Vainqueur : 2003, 2005, 2007, 2010, 2017 - Finaliste : 1996, 1998, 2000, 2001, 2002, 2004, 2006, 2008, 2011, 2013, 2019 | - Coupe de Reykjavik : (6) - Champion : 2014, 2016, 2017, 2018, 2019, 2021 - Finaliste : 2015, 2020 |

## Parcours en coupe d'Europe
| Saison    | Tour                       | Adversaire             | Aller            | Retour           | Score total      |
| --------- | -------------------------- | ---------------------- | ---------------- | ---------------- | ---------------- |
| 2005-2006 | 1re phase de groupes       | Røa IL                 | 1 - 4            | 1 - 4            | 1 - 4            |
| 2005-2006 | 1re phase de groupes       | FC United              | 2 - 1            | 2 - 1            | 2 - 1            |
| 2005-2006 | 1re phase de groupes       | Pärnu JK               | 1 - 8            | 1 - 8            | 1 - 8            |
| 2005-2006 | 2e phase de groupes        | Djurgården/Älvsjö      | 2 - 1            | 2 - 1            | 2 - 1            |
| 2005-2006 | 2e phase de groupes        | ŽFK Mašinac PZP Niš    | 3 - 0            | 3 - 0            | 3 - 0            |
| 2005-2006 | 2e phase de groupes        | Alma KTZH              | 0 - 8            | 0 - 8            | 0 - 8            |
| 2005-2006 | 1/4 de finale              | 1. FFC Turbine Potsdam | 1 - 8            | 11 - 1           | 2 - 19           |
| 2007-2008 | 1re phase de groupes       | FC Honka               | 2 - 1            | 2 - 1            | 2 - 1            |
| 2007-2008 | 1re phase de groupes       | KÍ Klaksvík            | 6 - 0            | 6 - 0            | 6 - 0            |
| 2007-2008 | 1re phase de groupes       | ADO La Haye            | 5 - 1            | 5 - 1            | 5 - 1            |
| 2007-2008 | 2e phase de groupes        | 1. FFC Francfort       | 3 - 1            | 3 - 1            | 3 - 1            |
| 2007-2008 | 2e phase de groupes        | KFC Rapide Wezemaal    | 4 - 0            | 4 - 0            | 4 - 0            |
| 2007-2008 | 2e phase de groupes        | Everton                | 3 - 1            | 3 - 1            | 3 - 1            |
| 2008-2009 | 1re phase de groupes       | Cardiff City LFC       | 8 - 1            | 8 - 1            | 8 - 1            |
| 2008-2009 | 1re phase de groupes       | FK Slovan Duslo Šaľa   | 6 - 2            | 6 - 2            | 6 - 2            |
| 2008-2009 | 1re phase de groupes       | Maccabi Holon FC       | 0 - 9            | 0 - 9            | 0 - 9            |
| 2008-2009 | 2e phase de groupes        | Umeå IK                | 5 - 1            | 5 - 1            | 5 - 1            |
| 2008-2009 | 2e phase de groupes        | ASDCF Bardolino Vérone | 2 - 3            | 2 - 3            | 2 - 3            |
| 2008-2009 | 2e phase de groupes        | Alma KTZH              | 0 - 8            | 0 - 8            | 0 - 8            |
| 2009-2010 | 1/16 finale                | Torres CF              | 4 - 1            | 1 - 2            | 2 - 6            |
| 2010-2011 | 1/16 finale                | Rayo Vallecano         | 3 - 0            | 1 - 1            | 1 - 4            |
| 2011-2012 | 1/16 finale                | Glasgow City FC        | 1 - 1            | 0 - 3            | 1 - 4            |
| 2020-2021 | 1er tour de qualifications | HJK Helsinki           | 3 - 0            | 3 - 0            | 3 - 0            |
| 2020-2021 | 2e tour de qualifications  | Glasgow City FC        | 1 - 1 (3 - 4tab) | 1 - 1 (3 - 4tab) | 1 - 1 (3 - 4tab) |
| 2021-2022 | 1er tour de qualifications | TSG 1899 Hoffenheim    | 1 - 0            | 1 - 0            | 1 - 0            |
| 2021-2022 | 1er tour de qualifications | FC Zurich              | 3 - 1            | 3 - 1            | 3 - 1            |
| 2022-2023 | 1er tour de qualifications | FC Hayasa              | 2 - 0            | 2 - 0            | 2 - 0            |
| 2022-2023 | 1er tour de qualifications | Shelbourne Ladies      | 3 - 0            | 3 - 0            | 3 - 0            |
| 2022-2023 | 2e tour de qualifications  | Slavia Prague          | 0 - 1            | 0 - 0            | 0 - 1            |
| 2023-2024 | 1er tour de qualifications | ABB Fomget SK          | 2 - 1            | 2 - 1            | 2 - 1            |
| 2023-2024 | 1er tour de qualifications |                        |                  |                  |                  |